# Голобская поселковая община
Голобская поселковая община (укр. Голобська селищна громада) — территориальная община в Ковельском районе Волынской области Украины.
Административный центр — посёлок Голобы.
Население составляет 7967 человек. Площадь — 301,9 км².
В соответствии с распоряжением Кабинета Министров Украины от 12 июня 2020 года, в состав общины вошла территория Голобского поселкового совета, а также Майданского, Новомосырского, Поповичевского и Радошинского сельских советов Ковельского района.

## Населённые пункты
В состав общины входят 1 посёлок и 22 села:
- Голобы
  - Бруховичи
  - Вивчицк
  - Даровка
  - Калиновник
  - Нужель
  - Погиньки
- Новомосырский старостинский округ:
  - Диброва
  - Майдан
  - Новый Мосыр
  - Партизанское
  - Солотвин
  - Старый Мосыр
- Поповичевский старостинский округ:
  - Борщовка
  - Великий Порск
  - Жмудче
  - Малый Порск
  - Поповичи
  - Свидники
- Радошинский старостинский округ:
  - Байковцы
  - Битень
  - Марьяновка
  - Радошин